# Ziemia potępionych
Ziemia potępionych (ang. Forest of the Damned) – brytyjski film grozy z 2005 roku w reżyserii Johannesa Robertsa, wpisujący się w nurt podgatunków gore oraz slasher. Zdjęcia do filmu kręcono w Southampton.

## Zarys fabuły
Późnym wieczorem podróżująca samochodem grupa nastolatków potrąca kobietę. Ranna potrzebuje natychmiastowej pomocy. Młodzi nie wiedzą, że właśnie padli ofiarą krwiożerczych nimf, które kiedyś były aniołami, lecz wyrzucone z nieba czyhają na ludzi, by zaspokoić żądzę mordu. Podróżnicy trafiają do opuszczonej leśniczówki, nie wiedząc, że pakują się w pułapkę bez wyjścia.

## Obsada
- Nicole Petty – Molly
- Tom Savini – Stephen
- Daniel Maclagan – Judd
- Sophie Holland – Ally
- Richard Cambridge – Emilio
- David Hood – Andrew
- Francesca Kingdon – Sally (w czołówce jako Frances da Costas)
- Steve Hart – John
- Dan van Husen – szalony starzec
- Shaun Hutson – on sam